# Бочка, Илир
Илир Бочка (алб. Ilir Boçka; 10 января 1950, Гирокастра) — албанский политический и государственный деятель, дипломат, министр иностранных дел Албании (1991—1992), журналист и юрист.

## Биография
С 1968 года после окончания школы в Тиране до 1970 года работал на столичном текстильном комбинате им. Сталина. В 1969—1972 годах служил в албанской армии. После окончания службы с 1972 по 1980 год работал журналистом, был переводчиком с немецкого в Албанском телеграфном агентстве (Agjencia Telegrafike Shqiptare).
До 1977 года изучал право в Тиранском университете.
В 1981 году начал работать в заграничном отделе ежедневной газеты «Zëri и Popullit». В том же году вступил в Албанскую партию труда.
Перешёл на работу в Министерство иностранных дел НР Албании: был рядовым служащим, в июне 1981 года был назначен руководителем отдела печати и информации Министерства иностранных дел. С 1986 по 1990 год послом в ГДР. Выполнял свою миссию до момента объединения Германии в 1990 году.
На первых свободных выборах, проведенных в Албании в июне 1991 года назначен заместителем министра иностранных дел, а в декабре того же года — министром в правительстве Вильсона Ахмети. В 1992 году после перехода власти к Демократической партии Албании ушёл в отставку. Работал юристом и консультантом иностранных компаний и предпринимателей, инвестирующих в албанскую экономику.
В 1997 году стал директором информационного департамента при Совете Министров Албании. В 1998—2000 годах был заместителем министра обороны. С ноября 2000 по июль 2007 года находился в Брюсселе, где занимал должность представителя Албании при НАТО.
В 2008—2010 годах — на дипломатической службе в Индии, был временным поверенным в делах Албании, где отвечал за организацию дипломатического представительства своей страны в Нью-Дели. По возвращении в страну назначен руководителем департамента Азии и Африки МИД Албании.
С 2014 года работал послом Албании в Сербии.
Свободно говорит на немецком, французском, английском и итальянском языках. Женат, имеет двоих сыновей.